# Скелі Тростянець
Ске́лі Тростяне́ць — геологічна пам'ятка природи місцевого значення в Україні. Розташована в межах Рахівського району Закарпатської області, на захід від села Тростянець. 
Площа 1,5 га. Статус надано згідно з рішенням Закарпатської облради від 18.11.1969 року, № 414, та від 23.10.1984 року, № 253 (передано до складу Карпатського біосферного заповідника згідно з указом від 11.04.1997 року, № 325/97). Перебуває у віданні ДП «Рахівське ЛДГ» (Квасівське лісництво, кв. 2). 
Статус надано з метою збереження групи скель і скелястих урвищ заввишки 50—60 м. Скелі складені діабазами, спілітами тростянецької світи юрського періоду. 
Пам'ятка природи має велике наукове значення. 
У 1997 р. пам'ятка увійшла до складу Карпатського біосферного заповідника.